# نادي زاناكو

نادي زاناكو لكرة القدم (بالإنجليزية : Zanaco Football Club) أحد الأندية الكبري في دولة زامبيا ويأتي بعد باور ديناموز - نكانا رد ديفلز ويمثل زامبيا في بطولات الأندية الأفريقية وإن كان لم يسبق له الفوز ببطولة قارية من قبل
و يشارك زاناكو في بطولة كأس الاتحاد الكونفدرالي الأفريقي لكرة القدم 2010